# Селиванов, Николай Степанович
Никола́й Степа́нович Селива́нов (29 ноября 1837, д. Сергеево Губдорской волости Чердынского уезда — 20 июля 1918, с. Новое Усолье) — земский и общественный деятель, депутат Государственной думы I созыва от Пермской губернии.

## Биография
По происхождению из крестьян. Выпускник Мошевского церковно-приходского училища. В 1857—1870 годах служил волостным писарем в правлениях сёл Анисимово, Мошево, Юм, Юрла Чердынского уезда. С 1870 по 1910 год избирался гласным первого состава Чердынского уездного земского собрания. Дважды (в 1876—1898 и в 1906—1912 годах) был избран председателем Чердынской земской управы. С 1876 года — гласный губернского земского собрания, с марта 1898 по январь 1904 года избирался член губернской земской управы, дважды был избран (в 1876—1898 и в 1906—1917 годах) гласным Чердынской городской думы. С 1895 года личный почётный гражданин. В 1896 году участвовал в составе официальной делегации от Пермской губернии в торжествах по случаю коронации Николая II. В 1904 году экстерном выдержал экзамен за курс начального училища, это позволило избавиться от проблем с требованием соответствующего уровня образования для занятия ведущих позиций в земской службе.  В 1905 году в ознаменование 35-летия земской службы Селиванова в зале заседаний Чердынского уездного земства был повешен его портрет.
С 1904 по 1907 год товарищ директора Пермского земского кустарно-промышленного банка. Член Чердынской уездной земской управы (в течение двух 3-летий), затем её председатель (в течение семи 3-летий), член Пермской губернской земской управы (в течение двух 3-летий). Почётный мировой судья. По политическим взглядам близок к Конституционно-демократической партии.
В течение 21 года член уездного присутствия по воинской повинности, 12 лет — уездного присутствия по крестьянским делам, состоял в  уездном присутствии по питейным делам, уездном и губернском комитетах попечительства о народной трезвости, в течение 6 лет состоял в губернском присутствии по воинским делам,  более 30 лет состоял в уездном училищном совете и более 20 лет в уездном отделении епархиального училищного совета, а также был в попечительских советах Пермской и Чердынской женских гимназий. В течение 9 лет  был избран почётным мировым судьей по Чердынскому уезду.
15 апреля 1906 года избран в Государственную думу I созыва от общего состава выборщиков Пермского губернского избирательного собрания.  Вошёл в состав группы Партии демократических реформ. Состоял в думской Комиссии по исполнению государственной росписи доходов и расходов. Докладчик 3-го отдела по проверке прав членов Государственной Думы.
После роспуска думы продолжал заниматься  земской и общественной деятельностью. В 1908 году избран председателем Общества любителей истории, археологии и этнографии Чердынского края. В 1910 году в честь 40-летия земской деятельности Селиванова Чердынское земство установило стипендию для учащихся из крестьян его имени. На приёме у председателя Совета министров П. А. Столыпина сумел обосновывать целесообразность строительства железной дороги от Усолья через Чердынь на Печору. В 1913 году участвовал в составе делегации от Пермской губернии участвовал на торжествах в связи с 300-летием Дома Романовых, а в 1914 г. — в связи с полувековым юбилеем земских учреждений.
12 июля 1918 года был арестован в собственном доме и помещён в Чердынскую уездную тюрьму. Из тюрьмы переведён в город Кизел на принудительные работы в Кизеловские угольные копи, однако по дороге в ночь на 20 июля около с. Новое Усолье его расстреляли чекисты. 15 марта 1919 года останки Селиванова были перевезены в Чердынь и 17 марта похоронены около Воскресенского собора.

## Награды
- Орден Святой Анны III степени.
- Орден Святой Анны II степени.
- Орден Святого Станислава II степени.
- Орден Святого Владимира IV степени.